# Happō
Happō (jap. 八峰町 Happō-chō) – miasto w Japonii, na wyspie Honsiu, w prefekturze Akita. Według danych na rok 2020 miejscowość zamieszkiwało 6 577 mieszkańców , a gęstość zaludnienia wyniosła 28,1 os./km².